# Skocznia narciarska w Żywcu
Skocznia narciarska w Żywcu – nieistniejąca skocznia narciarska w Żywcu, mieściła się na północnym stoku Małego Grojca, w miejscu gdzie łączą się rzeki Soła i Koszarawa.
Skocznia została zbudowana na początku lat 50. XX w., czasy jej świetności przypadają na lata 1950 – 1955. Umożliwiała skoki na odległość około 30 metrów, rekord obiektu wynosił 32 m. Skocznia należała do klubu Unia Czarni.
Drewniana konstrukcja obiektu szybko niszczała. Z powodu braku pieniędzy na konserwację skoczni, podjęto decyzję o jej rozebraniu.